# Juan Hidalgo Repetidor
Juan Hidalgo Repetidor (Navalmoral de Toledo comienzos del siglo XVII - ¿?), poeta y autor dramático español del Barroco.
Nació al parecer en la localidad de Navalmoral de Toledo. Escribió en octavas reales un Poema heroyco castellano, de la vida, muerte y traslación de la gloriosa Virgen Santa Casilda sobre la vida de Santa Casilda, (Toledo, 1642), con un poema laudatorio del dramaturgo Jerónimo Malo de Molina, con motivo de la traslación de una reliquia de la santa a Toledo en ese año, y varias piezas dramáticas, de las cuales solo se conservan Los mozárabes de Toledo (Madrid, 1672) y el auto sacramental El niño Dios en Egipto, y más dichoso ladrón.
Se conocen al menos los títulos de otras obras suyas, como La aurora en Monserrate, El monstruo de Barcelona y No hay traidores sin castigo, ni lealtad sin lograr premio. No de be ser confundido con otros Juan Hidalgo, como el músico de las primeras zarzuelas de Calderón, o el Juan Hidalgo poeta de germanía.